# Oakland, Tennessee
Oakland är en ort i Fayette County i delstaten Tennessee, USA.